# Волхово (Рамешковский район)
Волхово — деревня в Рамешковском районе Тверской области.

## География
Находится в восточной части Тверской области на расстоянии приблизительно 15 км по прямой на север-северо-запад от районного центра поселка Рамешки.

## История
В 1859 году в карельской удельной деревне Алешино (Волхово) — 11 дворов, в 1887 — 20. В советское время работали колхозы «Передовик», им. Горкина, «Новь» и совхоз «Горский». В 2001 году в деревне 6 домов постоянных жителей и 11 — собственность наследников и дачников. До 2021 входила в сельское поселение Некрасово Рамешковского района до их упразднения.

## Население
Численность населения: 82 человека (1859 год), 132 (1887), 182 (1936), 22 (1989, в том числе русские 22 %, карелы 77 %), 8 (карелы 87 %) в 2002 году, 5 в 2010.